# 2022年6月泗县2019冠状病毒病聚集性疫情
2022年6月泗县2019冠状病毒病聚集性疫情是指自2022年6月26日在中华人民共和国安徽省宿州市泗县爆发的2019冠状病毒病本土聚集性疫情。2022年6月26日，泗县在重点人群核酸检测中发现1例无症状感染者，随后在对该感染者的密切接触者核酸检测中，又发现2例核酸初筛阳性。截至7月11日，泗县共发现1802例感染者。该次疫情传播链也扩散至安徽省及江苏省多地。

## 背景
本次疫情发生前，安徽省已连续25天无新增本土阳性感染者。与此同时，合肥市蜀山区、肥西县和淮北市濉溪县也陆续发现本土新增感染者。根据当地新冠肺炎疫情防控应急指挥部通报，宿州市泗县、淮北市濉溪县首例感染者均是在对省外返乡人员常规性核酸检测中发现，肥西县新增疫情是在市外来肥人员核酸筛查中发现，蜀山区则是在当地开展的区域核酸筛查中发现，故新发疫情或并不同源。

## 确诊概况

### 安徽省

#### 宿州市
6月26日，泗县在重点人群核酸检测中发现1例无症状感染者，随后在对该感染者的密切接触者核酸检测中，又发现2例核酸初筛阳性，后经省复核为阳性，临床诊断为无症状感染者。6月26日至7月9日8时，泗县累计报告阳性感染者1698人。截至7月12日，泗县已连续五天保持社会面清零。
|         | 新增数据 | 新增数据 | 新增数据     | 新增数据 |            |              |                          |                      |                      |                      |          |
| 日期    | 无症状   | 确诊     | 无症状转确诊 | 感染者数 | 累计确诊数 | 累计感染者数 | 在重点人群核酸检测中发现 | 在隔离观察人员中发现 | 在区域核酸筛查中发现 | 在发热门诊就诊中发现 | 参考资料 |
| ------- | -------- | -------- | ------------ | -------- | ---------- | ------------ | ------------------------ | -------------------- | -------------------- | -------------------- | -------- |
| 6月26日 | 1        | 0        | 0            | 1        | 0          | 1            | 1                        | 2                    | 0                    | 0                    | [ 5 ]    |
| 6月27日 | 2        | 0        | 0            | 2        | 0          | 3            | 3                        | 0                    | 0                    | 0                    | [ 6 ]    |
| 6月28日 | 13       | 0        | 0            | 13       | 0          | 16           | 9                        | 14                   | 0                    | 0                    | [ 7 ]    |
| 6月29日 | 13       | 0        | 0            | 13       | 0          | 29           | 0                        | 11                   | 1                    | 1                    | [ 8 ]    |
| 6月30日 | 95       | 9        | 0            | 104      | 9          | 133          | 0                        | 28                   | 76                   | 0                    | [ 9 ]    |
| 7月1日  | 100      | 34       | 0            | 134      | 43         | 267          | 0                        | 74                   | 60                   | 0                    | [ 10 ]   |
| 7月2日  | 228      | 60       | 0            | 288      | 103        | 555          | 0                        | 187                  | 101                  | 0                    | [ 11 ]   |
| 7月3日  | 227      | 29       | 0            | 256      | 132        | 811          | 0                        | 191                  | 65                   | 0                    | [ 12 ]   |
| 7月4日  | 164      | 52       | 0            | 216      | 184        | 1027         | 0                        | 202                  | 14                   | 0                    | [ 13 ]   |
| 7月5日  | 126      | 75       | 32           | 169      | 259        | 1196         | 0                        | 154                  | 15                   | 0                    | [ 14 ]   |
| 7月6日  | 126      | 36       | 8            | 154      | 295        | 1350         | 未公布                   | 未公布               | 未公布               | 未公布               | [ 15 ]   |
| 7月7日  | 132      | 15       | 3            | 144      | 310        | 1494         | 0                        | 141                  | 3                    | 未公布               | [ 17 ]   |
| 7月8日  | 22       | 112      | 4            | 130      | 422        | 1624         | 0                        | 130                  | 0                    | 0                    | [ 19 ]   |
| 7月9日  | 10       | 71       | 0            | 81       | 493        | 1705         | 0                        | 78                   | 0                    | 0                    | [ 20 ]   |
| 7月10日 | 9        | 30       | 0            | 39       | 523        | 1744         | 0                        | 39                   | 0                    | 0                    | [ 21 ]   |
| 7月11日 | 5        | 19       | 0            | 24       | 542        | 1768         | 0                        | 24                   | 0                    | 0                    | [ 22 ]   |
| 7月12日 | 7        | 3        | 0            | 10       | 545        | 1778         | 0                        | 8                    | 0                    | 0                    | [ 23 ]   |

另外在6月30日，灵璧县在外县来(返)灵人员筛查中，发现3名核酸检测初筛阳性，经市级复核确认阳性。7月2日，灵璧县新增1例确诊病例和3例无症状感染者。7月3日0—21时，灵璧县新增无症状感染者30例，均在隔离管控和重点风险人员中发现。7月4日，灵璧县新增无症状感染者15例，另有初筛阳性7例。
7月3日，埇桥区在对外县关联重点人群核酸筛查中发现1例无症状感染者。

#### 合肥市
6月27日，合肥市在合肥火车站省外返回人员核酸检测中发现1名核酸检测结果异常人员。该人员为54岁女性，近14天居住于省外。6月26日乘坐G7753次列车于20:24到达合肥火车站。

#### 蚌埠市
6月30日，固镇县在市外高风险地区来固人员常规核酸检测中发现1人核酸检测结果异常，对其隔离观察，并启动应急响应，开展流调溯源、核酸检测、隔离管控、环境消杀等处置工作。

### 江苏省

#### 南京市
6月27日，南京市接外省协查通报，有两名核酸检测阳性人员曾在南京有旅居史，两人系同住家人。之后发现4名密切接触者（均系阳性人员家庭成员）核酸检测结果异常，新增感染者均为泗县关联疫情人员。
6月29日，南京市新增诊断本土确诊病例4例（轻型），诊断本土无症状感染者1例，均在隔离管控中发现，其中3人为外省阳性感染者密接人员（家人），2人为外省涉疫地区来宁管控人员。30日，新增诊断本土确诊病例1例（轻型），诊断本土无症状感染者1例，均在隔离管控人员中发现，其中，1人为外省涉疫地区来宁阳性感染者的密切接触者（家人），1人为外省涉疫地区返宁人员。7月1日，新增诊断本土无症状感染者1例。在隔离管控人员中发现，为外省涉疫地区来宁人员。7月2日，新增诊断本土确诊病例1例（轻型）。在隔离管控人员中发现，为外省涉疫地区来南京人员。7月4日，新增诊断本土无症状感染者1例，在隔离管控人员中发现，为外省涉疫地区来宁人员。

#### 徐州市
6月27日，睢宁县接外省协查通报，有核酸检测阳性人员曾在当地有旅居史，之后发现1名密切接触者（系外地阳性人员亲属）核酸检测结果异常。
7月2日，徐州市泉山区在重点人群核酸检测筛查中发现异常，至下午5时，经市疾控中心复核13人为阳性。7月3日，徐州新增本土确诊病例3例、无症状感染者16例，均从集中隔离点和重点管控区域发现。7月4日，新增本土无症状感染者31例，均从集中隔离点和重点管控区域发现。7月9日，徐州市新增本土确诊病例1例（轻型）、无症状感染者14例，均在集中隔离点发现。

#### 无锡市
6月28日晚，无锡市在发热门诊就诊人员中，发现1名核酸检测初筛阳性。6月29日凌晨，对其同住家人进行核酸检测中发现1人初筛阳性。经流调核查，该2名阳性感染者与外省高风险地区来锡人员有轨迹交集。经市疾控中心复核2人均为阳性。翌日上午，无锡市对此前通告2名阳性感染者进行流调溯源时，发现阳性感染者1与2名安徽省泗县来锡人员于6月25日在威孚公司工地施工现场有工作交集。该2名泗县来锡人员已于6月28日被集中隔离管控，6月29日中午核酸初筛阳性。在集中隔离点对其密接人员核酸检测中发现5人初筛阳性，均为同住工友。29日下午，市疾控中心复核7人均为阳性。6月30日，无锡市在对集中隔离点管控人员进行核酸检测中发现14名初筛阳性，30日下午，市疾控中心复核为阳性。同日晚，无锡市在对集中隔离点管控人员进行核酸检测中发现10名初筛阳性，7月1日凌晨，市疾控中心复核为阳性。根据流调排查结果，一名阳性感染者曾于6月28日、29日在梁溪区广益街道华东商贸城有多次活动轨迹。7月1日上午，无锡市在对集中隔离和重点风险人员进行核酸检测中发现39名初筛阳性，经无锡市疾控中心复核为阳性，随即转运至市定点医院诊疗。7月2日上午，无锡市在对集中隔离和重点风险人员进行核酸检测中发现31名初筛阳性。7月3日，在对集中隔离和重点风险人员进行核酸检测中发现35名人员初筛阳性。7月4日上午，无锡市在对集中隔离和重点风险人员进行核酸检测中发现7名初筛阳性。
截至7月9日，无锡累计报告感染者369例，其中确诊病例19例，无症状感染者350例。7月9日新增的感染者均在集中隔离点和重点管控区域发现，暂未发现社会面阳性感染者。

#### 淮安市金湖县
6月28日凌晨，金湖县在集中隔离医学观察场所发现1例省外风险地区返金人员核酸检测异常。该人员6月25日22时19分一人自驾从安徽省泗县，经金马高速金湖收费站ETC通道入金。

#### 苏州市
7月1日，苏州市新增本土无症状感染者1例，该人员系外市阳性感染者的密切接触者，为外市某企业工作人员。7月2日，新增本土无症状感染者2例，为外市通勤人员及其密接。7月3日，新增本土无症状感染者1例，为已公布的无症状感染者（外市通勤人员）的密接。

#### 盐城市
7月1日，盐城市滨海县发现1例有无锡市旅居史返盐人员核酸检测阳性。3日，建湖县发现1例核酸检测阳性人员，曾有无锡市旅居史。5日，建湖县在集中隔离点发现1例核酸检测阳性人员，为7月3日报告的阳性人员的密接（表姐）。

## 溯源调查
据宿州市新冠肺炎疫情防控应急指挥部相关负责人介绍，此次疫情为奥密克戎变异株，具有传播力强、隐匿性强、无症状感染者多等特点。流调结果显示病毒前期已隐匿传播了7天至10天。
7月2日，无锡市通报一阳性感染者与2名安徽省泗县来锡人员曾在无锡一工地施工现场有工作交集，基因测序结果显示与泗县本次疫情病例基因组序列高度同源。

## 反应及应对措施
本轮疫情发生后，安徽省、江苏省多地出现相关感染者，并首次根据国务院联防联控机制新修订的《新型冠状病毒肺炎防控方案（第九版）》相关规定采取防控措施。由于泗县位于安徽、江苏省界地区，两省边界多个县、区已陆续开展区域核酸检测，如宿迁市宿城区、泗洪县、砀山县等。

### 安徽省
在疫情发生后，6月26日，安徽省委书记郑栅洁、省长王清宪作出批示安排、全程调度部署，省长王清宪、常务副省长刘惠均在现场指挥处置。国家卫生健康委副主任雷海潮率工作组也正在泗县现场指导。安徽省新冠肺炎疫情防控指挥部表示，泗县所有感染者均及时转至宿州市定点医院或方舱医院，由省派出专家驻点指导救治。此外，安徽省统筹全省隔离房源、核酸检测、诊疗救治等资源力量，全力以赴支援泗县。
7月2日，安徽省疫情防控应急综合指挥部办公室负责人表示，泗县6月26日发现疫情并管控后未出现外溢；对涉及外地的密接、次密接者等风险人员，第一时间发出协查函。全省各地已实行联防联控，紧急排查了自6月10日以来有泗县旅居史人员9136人，其中合肥、濉溪、固镇、灵璧等地零星关联感染及其密接、次密接者均得到有效管控，其他相关人员及区域多轮核酸检测均为阴性。

#### 宿州市

##### 分区防疫
6月26日，泗县实施分类差异化防控。其中，封控区实行“区域封闭、足不出户、服务上门”管理，管控区实行“人不出区、严禁聚集”管理。所有小区实行“一门一岗”，严格查验所有出入小区人员。非本小区、自然村居民禁止进入。28日再次发布通告，要求居民除参加核酸采样外，所有人员必须足不出户，不出家门。禁止在楼道、地下车库、露天区域等居民区、小区户外空间活动。
6月30日，泗县新冠肺炎疫情防控应急指挥部根据新发布的《新型冠状病毒肺炎防控方案（第九版）》相关规定，决定划定高风险区、中风险区和低风险区。
7月1日16时起，灵璧县在全县范围内实施足不出户管控措施。除统一组织安排在指定时间、指定地点做核酸采样外，所有人员必须足不出户、不出家门。禁止在楼道、地下车库、露天区域等居民区、小区户外空间活动。7月2日，灵璧县新冠肺炎疫情防控应急指挥部根据《新型冠状病毒肺炎防控方案（第九版）》相关规定，决定划定高风险区、中风险区和低风险区。4日再新增2个高风险地区和1个中风险地区。5日新增两个高风险地区。
7月8日以来，泗县连续4日社会面阳性感染者筛查为零。根据第九版《新型冠状病毒肺炎防控方案》和核酸检测结果，泗县拟于7月14日零时解除静态管理，对风险区域实行分类管控。
7月13日0时起，灵璧县除中高风险区外的低风险区域有序解除“足不出户”管控措施。

##### 核酸检测
自6月26日以来，泗县已开展六轮区域核酸检测，筛查检出的社会面阳性病例数量分别是68例、145例、105例、45例、20例和14例。7月4日，泗县全县所有区域开展第七轮核酸检测。7月5日再开展第八轮核酸检测。7月9日，泗县开展第十二轮核酸检测。
按照国务院联防联控机制综合组印发的第九版防控方案要求，泗县根据不同风险等级，分别实施单检、1户1检、1:10、1:20等检测策略，提升区域核酸检测及混管追阳效率。省内的合肥、六安、滁州、阜阳、亳州、蚌埠、淮南、安庆、芜湖、马鞍山等市分别派出采样人员，支援检测车辆、方舱，投入采样人员日均达2200人左右，参加核酸检测其他人员日均达1.1万余人。共调集核酸检测方舱车和检测车38台，日检测力量达16.1万单管。
7月4日，宿州市决定开展疫情防控“大排查、大清零、大服务、大提升”行动，在7月4日、5日、6日开展三轮大排查，全面排查核酸采集等漏检人员、困难群众和工作短板，确保三日内实现社会面清零。
7月7日，泗县第九轮区域核酸检测结果顯示有3例社会面阳性感染者。8日，泗县第十轮区域核酸检测暫無筛查出社会面阳性感染者。

##### 日常生活
6月26日，泗县新冠肺炎疫情防控应急指挥部发布关于近期实施管控措施的通告。通告明确，黄码医院做好隔离管控人员的就医服务；医疗机构保障患者基本医疗需求，对血液透析、肿瘤放化疗、产科、儿科、慢性病患者用药检查和心脑血管等有急诊急救的患者要给予及时治疗，不得拒诊和延误治疗；商务部门要牵头建立覆盖村（社区）、自然村（小区）的专门物资服务保障队伍，着防护服无接触配送物品。全县大型会议、活动、论坛、演出、展销促销等暂停举办，暂停游园、集市、广场舞、健步走等活动，全县各类公园、景区关闭。批发市场（农贸市场、农产品批发市场除外）和室内密闭场所暂停营业，所有培训机构（含托管）暂停线下服务。政务服务大厅暂停受理各类业务，政务服务事项网上办理。保供超市、药店、餐饮企业暂停门店经营，实行无接触配送。
疫情发生以来，泗县当地明确8家商超作为全县疫情防控期间生活必需品主要供应企业，15家较大商超作为二级梯队，多个小区小型生鲜商超作为必要补充，组织开展“零接触”的线上下单、线下配送和小区集中代购业务，目前日均配送近3万单。当地也全面组织开展价格监管工作，严查囤积居奇、捏造散布涨价信息、哄抬价格等扰乱市场价格秩序的违法行为。全县面粉、大米、食用油等生活物资供应充足，除肉类、蔬菜价格略涨外，米面粮油价格总体稳定。
7月14日起，泗县解除全域静态管理管控措施，分类实施社区管控措施，有序恢复正常生产生活秩序。人员密集、空间密闭等容易发生聚集性疫情的场所、餐馆堂食、聚集性活动、大型线下会议和培训暂不恢复，为期一周。

##### 交通应对
6月26日，泗县要求民众“非必要不离泗、非必要不来泗”，暂停省市县际公路客运和城乡公共交通。7月6日0时至7月15日24时，泗县站暂停办理旅客进出站乘车业务。

#### 合肥市
6月27日，合肥市疫情防控应急指挥部决定在全市开展新一轮区域免费核酸检测。此前在6月22日，由于疫情防控形势总体趋稳，合肥市暂停七天一次的常态化区域免费核酸检测。
7月3日，合肥市疫情防控应急指挥部发布关于调整优化当前疫情防控相关措施的通告，要求全市所有火车站、飞机场、高速道口、码头，对涉疫地区来（返）肥人员，需查验安康码、行程码和48小时内核酸检测阴性报告。高风险地区来（返）肥人员，进行7天集中医学观察；中风险地区来（返）肥人员，有集中隔离意愿的，提供免费服务。对居家医学观察人员的家庭成员，允许休假4天。全市落实区域核酸检测三天一检，做到应检尽检。

### 江苏省

#### 南京市
6月27日晚，南京市疫情防控应急指挥体系启动应急响应机制，要求各级疫情防控指挥机构立即进行平急转换，各工作组全面开展工作。

##### 分区防疫
6月28日，南京市六合区龙池街道沿河花园小区调整为中风险地区，通信大数据行程卡也对14天内到访过南京市的手机用户在其行程卡上标记*号。但在6月29日工信部宣布取消通信行程卡*号标记后，南京市的行程卡*号标记也随之在当日消失。
7月4日22时起，南京市中风险区（六合区龙池街道沿河花园小区）、低风险区（除龙池街道沿河花园小区以外的六合区其他区域），统一调整为实施常态化疫情防控措施区域。这亦代表南京市所有中、低风险区清零，南京全域恢复实施常态化防控措施。

##### 核酸检测
截至6月28日上午，南京市下辖12个区中，除溧水区外均已发布开展区域性核酸筛查的通告，有的是进行全域筛查，有的是选取部分街道。溧水区则在7月1日开展分区域全员核酸筛查。

##### 日常生活
6月27日，位于六合区的多个景区暂时关闭，其中包括南京金牛湖野生动物王国、南京金牛湖景区、南京平山森林公园景区、南京巴布洛生态谷景区等，部分景区明确暂时关闭一周。

#### 无锡市

##### 分区防疫
根据7月1日发布的无锡市疫情防控第129号通告，无锡市将梁溪区广益街道华东商贸城、锡山区云林街道皮革城北门木材市场、新吴区无锡威孚高科技集团股份有限公司（锡兴路30号）为高风险区；梁溪区惠山街道盛岸二村、广益街道广益星苑、惠山区堰桥街道阳光壹佰北区阿尔勒二期、新吴区新安街道新安花苑一区、江溪街道海雅锦园二期为中风险区。7月21日起，无锡市风险区全部解除，全域恢复实施常态化防控措施。

##### 核酸检测
6月29日，新吴区在全区开展区域全员核酸检测。无锡市于6月30日发布通告，全体市民务必于6月29日0时至6月30日12时完成一次核酸检测，未在规定时间完成的，将对“门铃码”（场所码）赋红色警示。
7月1日，无锡市发布通告明确，全体居民要主动配合开展核酸检测，对逃避、拒绝参加的人员将对“门铃码”赋红色警示。
7月7日，无锡市新冠肺炎疫情联防联控指挥部发布通告，对与阳性感染者有时空伴随的人员实施“苏康码”赋黄码，同时“门铃码”（场所码）赋红色警示，被赋黄码人员要立即联系所在社区（村）登记报告，并按要求进行5天5次核酸检测。
截至7月12日9时，无锡市已完成第十三轮全员核酸检测，共采样517.31万人，检测结果均为阴性，市区6板块已连续四日社会面阳性感染者零新增。
7月21日起，无锡市倡导市民核酸检测“愿检尽检”，全体居民及其他在锡人员每72小时自觉完成一次核酸检测。

##### 日常生活
7月1日，无锡市发布通告，倡导广大市民近期非必要不外出，单位职工、企业员工实行“点对点”出行，减少不必要的社交活动。自7月1日晚20时起，市区居民进入单位、小区和全市有明确防疫要求的公共场所以及搭乘公共交通工具，须持48小时内核酸检测阴性证明或24小时内采样证明。翌日，无锡全市棋牌室、剧本杀，处于地下室的商场超市、健身房，封闭游船、公共浴室、宗教活动和商品展销等人员密集、空间密闭场所暂停营业，各大景区临时关闭，其他场所严格控制进入人员数量，按照正常客流量的50%控制人流密度；各类生活必需品市场保供主体保持正常运营；商场、银行等场所缩短营业时间，停止促销等人员聚集活动，餐饮经营单位不再提供堂食。受疫情影响，无锡太湖鼋头渚风景区、惠山古镇景区、梅园景区等多家景区发布临时关闭通知。
7月12日，无锡全市各大景区、处于地下室的商场超市等市场主体可有序恢复开放经营，所有工作人员须持48小时内核酸检测阴性证明上岗，并严格落实“门铃码”查验措施。无锡梅园、蠡园、灵山胜境景区、拈花湾景区、红沙湾生态园、无锡影都13日起恢复开放（室内游览区域暂不开放）。
7月13日起，无锡市除棋牌室、麻将馆、公共浴室、足浴店、酒吧、KTV、歌舞厅、密室逃脱、剧本杀及餐饮堂食继续暂停外，其他各类场所和各大景区取消容量和时间限制措施，全面恢复开放经营，新吴区恢复时间另定；同时有序恢复城市公共交通（轨道交通）运营。21日起，棋牌室、麻将馆、公共浴室、足浴店、酒吧、网吧、KTV、歌舞厅、密室逃脱、剧本杀及新吴区各类餐饮单位堂食恢复开放经营。市民进入机关企事业单位、公共场所、公共交通时，要查验进入人员“门铃码”、72小时核酸阴性报告或24小时采样证明。

##### 交通应对
7月1日，无锡市发布通告建议全体居民非必要不离锡；市区居民确需离锡的，须持48小时内核酸检测阴性证明，翌日发布通告要求全市公交、地铁调整班次、优化线路；出租车（网约车）正常运行；无锡汽车客运站暂停班线运行。
7月3日起，无锡地铁运营服务时间调整为6:00—21:00。无锡公交部分公交线路临时调整，包括临时撤销部分站点、调整部分公交终点站、临时停驶部分线路。7月6日起，无锡地铁3号线运营服务区段改为苏庙站至靖海站，行车间隔调整为10~15分钟。地铁3号线东风站、叙丰站、太湖花园站、新光路站、旺庄路站、黄山路站、高浪东路站、周泾巷站、无锡新区站、长江南路站、硕放机场站暂时关闭。
7月7日起，新吴区实行对外道路全域临时交通管控，设置四个双向查验点作为保供通道。7月7日21时后车辆、人员进出需凭通行证，并查验24小时内核酸检测阴性报告、健康码绿码；新吴区交通道口凭市区（新吴）两级防指通行证或机票进出，按原口径查验。312国道新吴段出入口封闭，所有其他高架道路上下匝道封闭，其他对外通道（不含高速、国道）临时封闭。
7月21日起，无锡汽车客运站客运班线恢复运行。

##### 免职与问责
7月8日晚，无锡通报三起疫情防控不力问题。其中新吴区旺庄街道联心嘉园小区违反高风险区防控措施要求，相关问题反馈后，直至次日仍未整改到位，给予该街道分管疫情防控工作的办事处副主任诫勉谈话处理，给予联心社区党总支书记、居委会主任党内警告处分；梁溪区扬名街道中桥社区区域核酸检测组织落实不力，造成不良影响，给予该社区党总支书记免职处理；锡山区云林街道春雷苑小区作为高风险区，封控措施执行不到位，给予该街道城市综合管理科科长、点位安全保卫组组长提醒谈话处理。

##### 处置违法犯罪
7月10日，无锡警方通报称，7月8日，无锡市新吴区一名阳性病例密接人员费某由无锡闭环转运至南京某集中隔离点。其间不遵守防疫管理规定，擅自离开房间，在大厅、楼道等公共部位活动。7月9日，费某核酸检测呈阳性，致多名工作人员被集中隔离。费某的行为已触犯《中华人民共和国刑法》第三百三十条、两高两部《关于依法惩治妨害新型冠状病毒感染肺炎疫情防控违法犯罪的意见》第二条之规定，涉嫌妨害传染病防治罪，无锡市公安局新吴分局已对费某立案侦查，并采取刑事拘留强制措施。

##### 省内支援
7月4日，江苏省公安厅刑警总队统一指挥调度泰州、南通、苏州、常州、镇江5市，各抽调10名警力奔赴无锡开展疫情流调溯源工作。7月2日、3日、5日，江苏省内陆续有三批医务人员共计1060人支援无锡的核酸采样工作。

#### 徐州市
7月2日，徐州市发布通告要求全体居民非必要不离徐，确需离徐的须持48小时内核酸检测阴性证明；来返徐人员如7日内有中高风险区或有本土疫情所在县旅居史的，向所在社区(村)和单位报告，严格落实相应健康管理措施；对与已发现的阳性感染者有时空交集的人员，将进行健康码赋黄码，按要求前往黄码采样点进行核酸检测；应对处置本轮疫情期间，全市机关企事业单位、公共场所、居民小区、公共交通场站车辆等严格查验“健康码”“行程卡”、48小时核酸阴性证明或24小时采样证明。3日，徐州市新冠肺炎疫情联防联控指挥部根据《新型冠状病毒肺炎防控方案（第九版）》相关规定，决定划定高风险区、中风险区。

## 争议事件
2022年7月4日，无锡梁溪警方接报辖区丰涵家园小区发生一起殴打他人警情，警方迅速赶赴现场处置。经查，当晚防疫工作人员在丰涵家园发放生活物资时，部分等候群众不听指挥，造成现场混乱。防疫工作人员遂将装载物资的车辆驶离，在车辆停下后被犯罪嫌疑人王某勇、王某宇等人殴打。7月6日警方通报，两人已被梁溪警方依法刑事拘留。但此说法并未平息争议。有网民认为，防疫人员发放生活物资无端被人殴打，建议重罚，如有其他原因也希望可以调查清楚。
2022年7月5日，网络流传无锡市梁溪区扬名街道给健康码黄码转绿码人员做完核酸后，在手上盖“医疗业务专用章”，还要求保持三天，引来网民批评，认为街道的做法侮辱人格，“把人当成猪”。后梁溪区扬名街道社区卫生服务中心发布致歉声明，称工作人员为避免人群聚集，在发放黄码人员核酸检测采样证明过程中方法简单粗暴，做法欠妥，给居民带来困扰和不便。
2022年7月7日，媒体报道，一份落款为无锡市梁溪区北大街街道疫情防控指挥部的《告居民书》显示，居民外出购买必要生活物资不得超过2小时，出小区将身份证暂存至门岗，超过2小时身份证将上交至公安机关处理。而该行为涉嫌违反《中华人民共和国居民身份证法》第15条第3款“任何组织或者个人不得扣押居民身份证”。有评论认为此举是对法治精神的践踏，应受到追究、问责。
同日，无锡市新吴区发布《关于进一步加强疫情防控工作的通告（第68号）》：自7月8日起，每天早上6时至11时开展区域全员核酸检测，不在规定时间内进行核酸检测的个人，纳入个人信用系统，并给予个人门铃码赋红码警示；对于没有压实主体责任的企业，纳入企业信用系统。此做法引发网民争议。然而新吴区新安街道一工作人员回应称，并非一次未做核酸就会被纳入信用系统，强调“如果两三天没做核酸，可能会纳入（征信系统），目前还没发生过”。此外，根据“江阴发布”7月8日《关于7月9日—7月10日在江阴市开展区域核酸检测的公告》中也提出，“如未在规定时间完成采样的，请务必在当日21时前自行前往核酸检测点或核酸采样小屋自费进行补测，否则将对‘门铃码’（场所码）赋红色警示”。有律师表示，地方政府没有权力直接将没有参加核酸检测的个人或没有做好核酸检测工作的企业信息纳入信用系统。